# 北方車庫前停留場
北方車庫前停留場（きたがたしゃこまえていりゅうじょう）は、かつて福岡県北九州市小倉南区北方にあった、西日本鉄道（西鉄）北方線の停留場（廃駅）である。
本項目では、北方線の車両基地であった北方車庫についても記述する。

## 概要
1920年（大正9年）9月に、小倉電気軌道線の電化、一部区間軌道移設に伴い、電車の車庫（車両基地）・営業所が新たに設置され、開業。以来当停留場は北方線の運行拠点として乗務員の交代、車両入出庫などが行われた。
1980年（昭和55年）11月2日付で北方線全廃に伴い当停留場も廃止となった。

## 歴史
- 1920年（大正9年）9月21日 - 小倉電気軌道線の電化・一部区間の新香春街道上への移設に伴い、北方車庫が設置され、開業。
- 1942年（昭和17年）
  - 3月2日 - 九州電気軌道が小倉電気軌道を合併。
  - 9月22日 - 西日本鉄道が成立し[2]、同社北方線の停留場となる。
- 1980年（昭和55年）11月2日 - 北方線全廃により廃止。

## 停留場構造
上下線別に乗降場が設けられた2面2線の構造であったが、道路幅員の関係で上下線とも安全地帯はなく乗降場部分の路面上に白線表示が設けられていた。そのほか車庫・留置線への入出庫線と、上下線間の渡り線が設けられていた。

## 北方車庫
小倉電気軌道線の電化に伴い、1920年（大正9年）9月に開設。車庫は北方線の軌道が敷設されている香春街道の東側に設けられ、入出庫線は北方方面から東に分岐する形になっていた。その後車両増備に伴い拡張が行われたが、車庫のある東側の敷地に増設余地がなくなったため、香春街道西側にも敷地を確保し、2線分の留置線が設けられた。
北九州線の標準軌区間の車両は日常検査業務を各車庫で行い、全般検査業務を砂津工場で実施する体制だったが、軌間の異なる北方線については全ての車両の検査・修繕業務がこの北方車庫で行われた。
香春街道東側の車庫入口には営業所があり、北方線の操車業務を行った。

## 廃止後の状況
路面上の乗降場については、廃止後は完全に撤去され、残存していない。
北方車庫は廃止後、代替バスの運行拠点となり、西鉄バス北方自動車営業所が設置されたが、1985年の北九州高速鉄道小倉線開通後はバス運行体制の再編が行われ、北方営業所は廃止となり、跡地はスーパーマーケット「サンク」となった。道路反対側の留置線跡は駐車場となった。

## 隣の駅
西日本鉄道
北方線
城野停留場 - 北方車庫前停留場 - 北方一丁目停留場